# Marlborough (Massachusetts)
Marlborough è una città degli Stati Uniti d'America facente parte della contea di Middlesex nello stato del Massachusetts.